# Niszczyk ząbkowaty

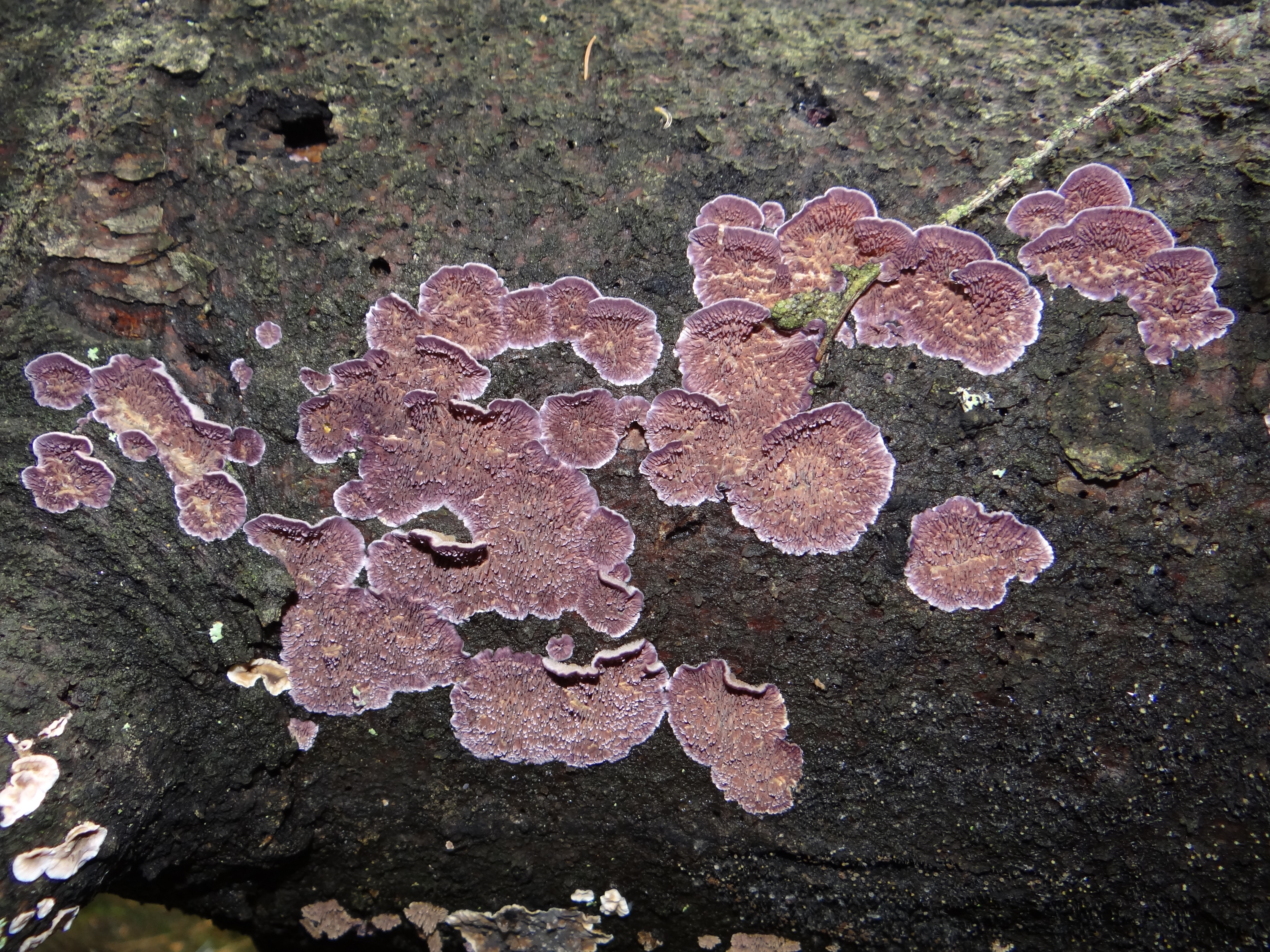
Hymenofor owocników rozpostarto-odgiętych

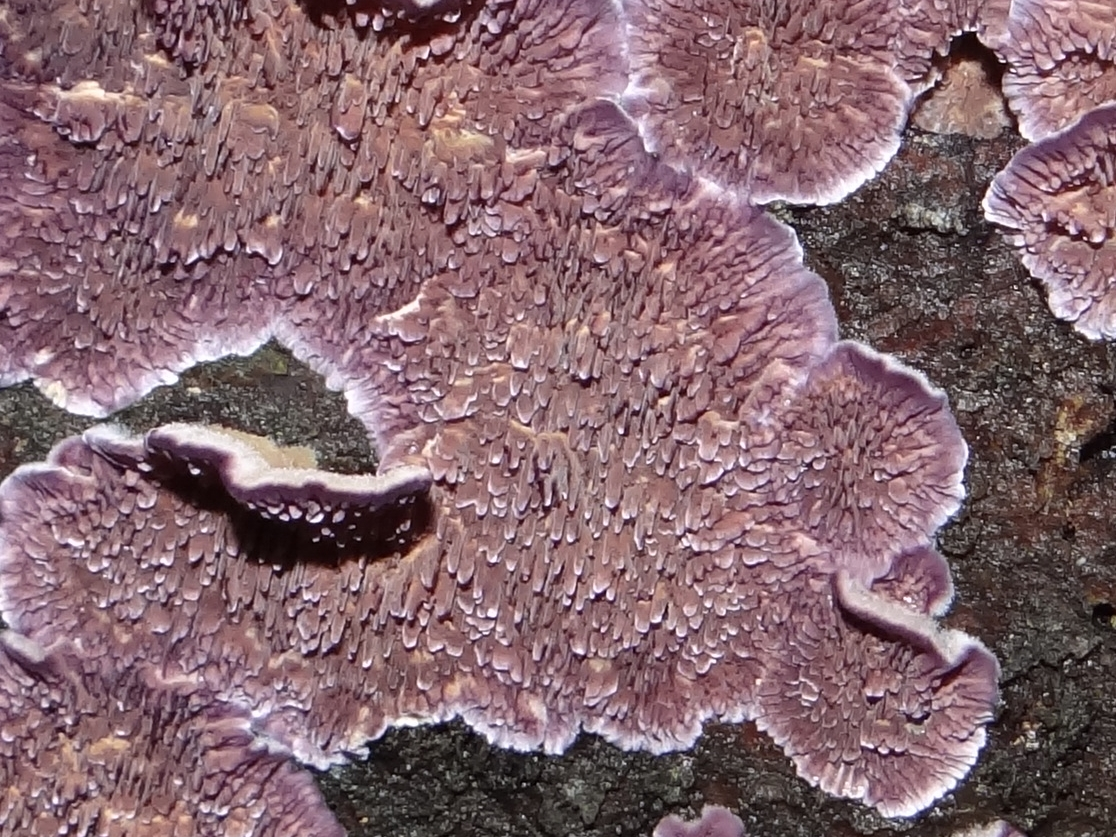
Ząbkowaty hymenofor

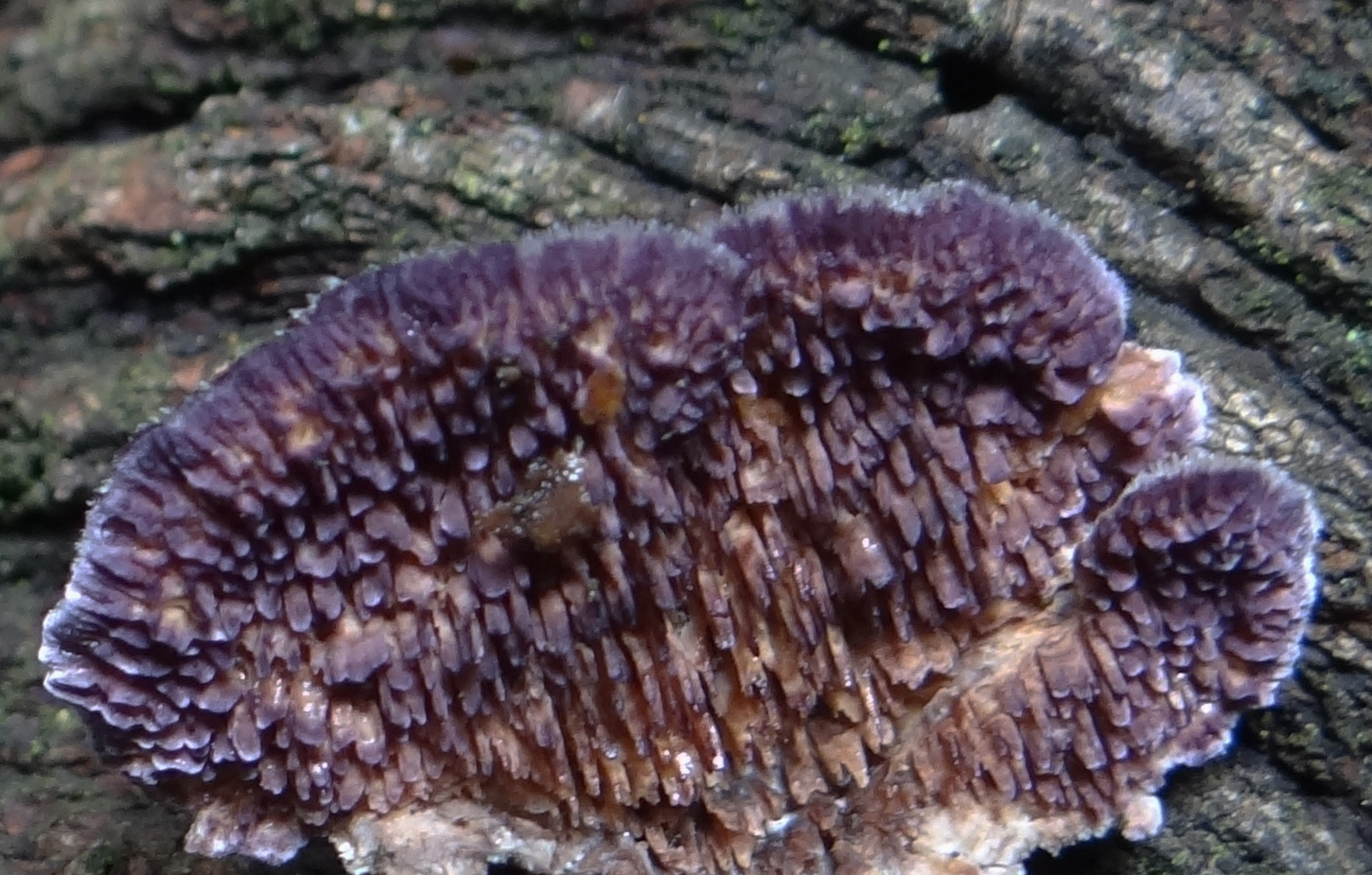

Niszczyk ząbkowaty (Trichaptum fuscoviolaceum (Ehrenb.) Ryv.) – gatunek grzybów z rzędu szczeciniakowców (Hymenochaetales).

## Systematyka i nazewnictwo
Pozycja w klasyfikacji według Index Fungorum: Trichaptum, Incertae sedis, Hymenochaetales, Incertae sedis, Agaricomycetes, Agaricomycotina, Basidiomycota, Fungi.
Po raz pierwszy opisany został w 1818 r. przez Ehrenberga jako Sistotrema fuscoviolaceum, do rodzaju Trichaptum zaliczył go Leif Ryvarden w 1972 r.
Synonimów łacińskich ma ponad 30. Niektóre z nich:
Acia hollii (J.C. Schmidt) P. Karst.,
Agaricus decipiens Willd.,
Boletus decipiens J.F. Gmel.,
Hirschioporus fuscoviolaceus (Ehrenb.) Donk,
Hirschioporus fuscoviolaceus f. hollii (J.C. Schmidt) Bondartsev,
Hydnum decipiens (J.F. Gmel.) Schrad.,
Hydnum fuscoviolaceum (Ehrenb.) Fr.,
Hydnum hollii (J.C. Schmidt) Fr.,
Hydnum hollii var. carneum (Ehrenb.) Schltdl.,
Hydnum hollii (J.C. Schmidt) Fr.,
Irpex candidus (Ehrenb.) Weinm.,
Irpex fuscoviolaceus (Ehrenb.) Fr.,
Irpex violaceus (Pers.) Quél.,
Merulius violaceus Pers.,
Odontia hollii (J.C. Schmidt) Rea,
Polyporus abietinus f. fuscoviolaceus (Ehrenb.) D.V. Baxter,
Sistotrema carneum Ehrenb.,
Sistotrema fuscoviolaceum Ehrenb.,
Sistotrema hollii J.C. Schmidt,
Sistotrema violaceum Pers.,
Sistotrema violaceum var. fuscoviolaceum (Ehrenb.) Pers.,
Trametes abietina var. fuscoviolacea (Ehrenb.) Pilát, in Kavina & Pilát,
Trichaptum hollii (J.C. Schmidt) Kreisel, Boletus,
Xylodon candidus Ehrenb.
Nazwa polska podana została po raz pierwszy w pracy Stanisława Domańskiego i in. w 1967 r. W polskim piśmiennictwie mykologicznym gatunek ten ma też inne nazwy: grabiak brunatnofiołkowy, kolczak szarofioletowy, palczak szarofiołkowy, strzępek płowofiołkowy.

## Morfologia
Owocniki
Jednoroczne i zazwyczaj występujące gromadnie. Pojedynczy owocnik ma szerokość 1,5–6 cm, grubość 1–4 mm, kształt półkolisty, wachlarzowaty, rozpostarty lub rozpostarto-odgięty. Brzeg ostry i cienki, u starszych okazów podwinięty. Trzonu nie posiada, do podłoża przyrasta bokiem lub podstawą. Rosnące licznie obok siebie owocniki zrastają się podstawami, czasami pokrywając dużą powierzchnię. U młodych okazów powierzchnia jest silnie filcowato-włochata, wełnista, lub przynajmniej aksamitna, u starszych naga. Barwa biała, białoszara, zielonoszara i koncentrycznie strefowana oraz bruzdowana. Brzeg kapelusza początkowo fioletowy, później żółtobrązowy.
Hymenofor
Rurkowato-siateczkowato-blaszkowaty. Ma postać siateczkowatej struktury na brzegu przechodzącej w promieniste blaszki. Otworki hymenoforu są łopatkowate i ząbkowane. Początkowo jest kremowofioletowy lub fioletowy, później szarożółtobrązowy.
Pokryty jest szarofioletowym nalotem.
Miąższ
Tworzy dwie warstwy, górna jest filcowata, biała, dolna skórkowata, żółtobrązowa. U młodych owocników jest elastyczny, u starszych stopniowo twardniejący, na koniec sztywny.
Cechy mikroskopowe
Strzępki generatywne mają grubość 2–4 μm, są cienkościenne, bezbarwne, rzadko rozgałęziające się, z klamrami, strzępki szkieletowe mają grubość 2,5–6 μm, są bezbarwne, grubościenne, rzadko rozgałęziające się. Cystydy liczne, grubościenne, zazwyczaj inkrustowane. Mają grubość 5–9 μm i są tej samej wysokości co hymenium, lub wystające ponad nie do 15 μm. Podstawki zgrubiałe z 4 sterygmami. Mają rozmiar 20-25 × 5–6 μm. Zarodniki cylindryczne, nieco wygięte, bezbarwne, nieamyloidalne, gładkie, o rozmiarach 6-8 × 2,5–3 μm.
Gatunki podobne
- niszczyk iglastodrzewny (Trichaptum abietinum) tworzący jasnożółe, żółtobrązowe, rzadko fioletowawe i bardzo małe owocniki o rurkowatym hymenoforze[4]. Spotykany jest dużo rzadziej niż niszczyk ząbkowaty[5],
- niszczyk pergaminowy (Trichaptum biforme) rosnący tylko na drzewach liściastych[4].

## Występowanie i siedlisko
Występuje na półkuli północnej: w Ameryce Północnej, Europie i Azji. W Europie Środkowej jest częsty, w Polsce również jest pospolity i występuje na obszarze całego kraju. W Danii i Holandii jest rzadki, znajduje się tam na czerwonych listach gatunków zagrożonych.
Rozwija się w lasach iglastych i mieszanych, w parkach, także czasami na składach drzewa. Rośnie wyłącznie na drzewach iglastych; na leżących na ziemi martwych pniach, na pniakach i kłodach, głównie na sośnie, rzadziej jodle i świerku. Zanotowano także jego występowanie na uprawianych drzewach egzotycznych; Abies concolor, Abies sachalinensis, Picea bicolor, Picea mariana, Picea omorica, Picea orientalis, Picea pungens, Picea sitchensis, Pinus banksiana, Pinus nigra, Pinus peuce, Pinus resinosa, Pinus strobus. Owocniki wyrastają przez cały rok.

## Znaczenie
Grzyb niejadalny. Saprotrof wywołujący białą zgniliznę drewna. Niszczyk ząbkowaty, wraz ze skórnikiem krwawiącym są grzybami, które jako pierwsze kolonizują leżące na ziemi drewno iglaste.